# Cap d'any lunar
El  Cap d'any lunar  fa referència al començament de l'any en diversos calendaris. S'assumeix que tots ells es basen en el calendari lunar, encara que no sempre és el cas.
Algunes cultures d'influència xinesa basen el seu calendari en el calendari xinès embolismal:
- Cap d'any xinès
- Cap d'any japonès (fins a 1873)
- Cap d'any coreà (Seollal)
- Cap d'any tibetà (Losar)
- Cap d'any vietnamita (Tet)
- Cap d'any mongol (Tsagaan Sar)

Altres cultures utilitzen diferents mètodes per determinar el nou any:
- Cap d'any musulmà. És l'única celebració de Cap d'any basada purament en el calendari lunar.
- Roix ha-Xanà. En la tradició jueva, el Roix ha-Xanà (Rosh Hashanah) comença a la mitjanit (sol post) del dia 29 del mes d'Elul.
- Cap d'any tailandès (Songkran). Encara que el calendari tradicional tailandès és també embolismal, el començament es determina de manera purament solar.
- Ugadi i Gudi Padwa. És el dia de Cap d'any per a la població Dècan a l'Índia i també és un lunisolar.